# Hans Thomale
Hans Thomale (* 1919 in Herne; † 25. Juli 2002 in Lemgo) war ein deutscher Orchideenzüchter.

## Leben
Thomale ist in Köln aufgewachsen. Vor dem Zweiten Weltkrieg begann er ein Studium in Chemie und Medizin. Nach dem Krieg züchtete er zuerst Kartoffeln. 1946 richtete er dann ein Labor zur Vermehrung einheimischer und tropischer Orchideen ein.

## Orchideen
Sein Wissen über Orchideen eignete sich Thomale im Selbststudium an. Grundlage hierzu war das Buch Samenkeimung der Orchideen von Hans Burgeff (1883–1976).
Im Jahr 1949 hatte Gavino Rotor die erste Meristemvermehrung bei Orchideen mit einem Blütenstand durchgeführt. Thomale wendete diese Methode nun als erster an, um Orchideen über undifferenziertes Gewebe zu vermehren. Hiervon berichtete Thomale 1956 bei einer Tagung der Deutschen Orchideen Gesellschaft. Die zweite Auflage (1957) seines Buchs Die Orchideen enthält ein Photo einer Kultur von Orchis maculata, die so erhalten worden war.
Leider wurde ihm die Anerkennung seiner Entdeckung lange verwehrt. In vielen Büchern wird Georges Morel als Entdecker genannt (1960).

## Werke
- Die Orchideen. Eugen Ulmer, 1954.
- Neue Wege der Orchideenvermehrung. In: Orchidee. Band 7, 1956, S. 104–105.
- Orchideen. In: Friedrich Escher (Hrsg.): Handbuch des Erwerbsgärtners, Schnittblumenkulturen. Eugen Ulmer, 1996, ISBN 3-8001-5140-5.